# Soito
 (juillet 2025).
Si vous disposez d'ouvrages ou d'articles de référence ou si vous connaissez des sites web de qualité traitant du thème abordé ici, merci de compléter l'article en donnant les références utiles à sa vérifiabilité et en les liant à la section « Notes et références ».
Soito (parfois orthographié Souto ) est une commune du canton de Sabugal au Portugal. 
Elle compte 1 224 habitants (2011). 
Souto ou Soito désigne en portugais un groupe de plusieurs châtaigniers. Et son nom vient du fait qu'il y ait encore aujourd'hui beaucoup de châtaigniers dans la localité, dont certains dits millénaires.  
Selon le registre du royaume de 1527, Soito était déjà le lieu le plus peuplé du canton avec 160 habitants[réf. nécessaire]. 

## Démographie
| População da freguesia de Soito | População da freguesia de Soito | População da freguesia de Soito | População da freguesia de Soito | População da freguesia de Soito | População da freguesia de Soito | População da freguesia de Soito | População da freguesia de Soito | População da freguesia de Soito | População da freguesia de Soito | População da freguesia de Soito | População da freguesia de Soito | População da freguesia de Soito | População da freguesia de Soito | População da freguesia de Soito |
| ------------------------------- | ------------------------------- | ------------------------------- | ------------------------------- | ------------------------------- | ------------------------------- | ------------------------------- | ------------------------------- | ------------------------------- | ------------------------------- | ------------------------------- | ------------------------------- | ------------------------------- | ------------------------------- | ------------------------------- |
| 1864                            | 1878                            | 1890                            | 1900                            | 1911                            | 1920                            | 1930                            | 1940                            | 1950                            | 1960                            | 1970                            | 1981                            | 1991                            | 2001                            | 2011                            |
| 1 226                           | 1 282                           | 1 344                           | 1 520                           | 1 628                           | 1 597                           | 2 009                           | 2 439                           | 2 708                           | 2 376                           | 1 550                           | 1 208                           | 1 433                           | 1 419                           | 1 224                           |

## Patrimoine
- Église de Nossa Senhora da Conceição
- Chapelles de Misericórdia, Santa Inês, São Brás, São João, Santo António, Senhora dos Prazeres et Santa Bárbara
- Pilori
- Via crucis
- Calvaire
- Fontaine
- Industrie du tissage traditionnel

## Fêtes
- São Cristóvão au mois d'août.
- Nossa Senhora dos Prazeres est situé sur la colline de Granja, qui est parfois appelée Senhora da Granja et se tient toujours le week-end après Pâques.

## Équipements
La commune de Soito accueille une caserne de pompiers, une maison de retraite,  une école secondaire, une école primaire, une crèche, un terrain de football, un Poste de police, un bureau de poste , une pharmacie et un centre médical, ce qui en fait la deuxième commune avec le plus de services dans le canton après Sabugal.